# Kurský záliv
Kurský záliv, případně též Kuronský nebo Kuršský záliv (litevsky Kuršių marios, rusky Куршский залив) či Kurská zátoka je záliv - laguna u jihovýchodního pobřeží Baltského moře u břehů Ruska (Kaliningradská oblast na jihu) a Litvy (kraj Klaipėda na severu). Jméno pochází od starého baltského národa Kurů. Rozloha zálivu je 1610 km². Je 93 km dlouhý a průměrně 17,3 km široký. Hluboký je průměrně 3,7 m a maximálně 7 m. Od moře je oddělen Kurskou kosou. Na severu je Klajpedským průlivem širokým 390 m spojen s mořem. Do zálivu ústí řeka Němen svou deltou. V zimě záliv zamrzá na přibližně 80 dní, v létě má voda na povrchu teplotu až 25 °C.

## Fauna
Záliv je důležitou rybářskou oblastí. Základní průmyslové ryby jsou kapři, podoustve, candáti, cejni, korušky, úhoři. Na východním břehu je biologická stanice (sledování a kroužkování ptáků).

## Osídlení pobřeží
Na břehu leží obce (Litva): Klaipėda (čtvrť Smiltynė), Neringa (její součásti: Nida, Preila, Pervalka, Juodkrantė) - na Kurské kose, Klaipėda (jižní část města), Dreverna, Kintai, Lūžgaliai,Svencelė Šturmai, Ventė a Uostadvaris (Který je na břehu ostrova Rusnė (největší z mnoha ostrovů, tvořících deltu řeky Němen, která nese své vody svými mnoha rameny - již pod jiným názvem - do Kurského zálivu od východu)(protilehlý břeh).
Dále: (Kaliningradská oblast): Morskoje, Rybačij, Djuny, Lesnoje, Zelenogradsk - na Kurské kose
Verbnoje, Zalivino, Polessk, Bělomorskoje, Krasnoje, Razino, Golovkino a Prochladnoje (Jižní a východní břeh zálivu náležící nyní Kaliningradské oblasti.